# 갯벌

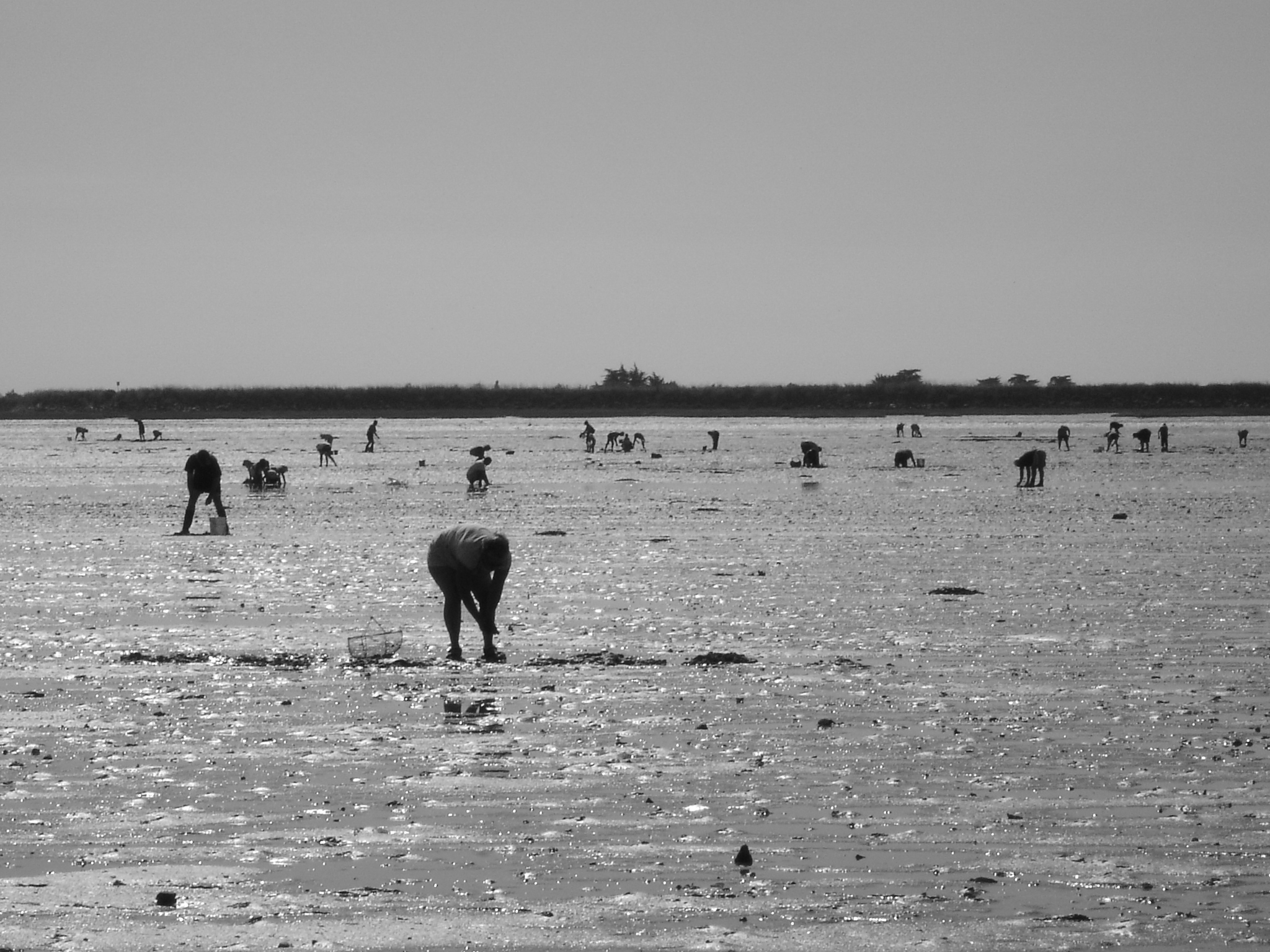
프랑스 해안의 갯벌

갯벌, 개펄 혹은 뻘(영어: mudflats, mud flats, tidal flats)은 조류나 강에 의해 진흙이 쌓인 해안 습지이다. 썰물 때 드러나는 지역만을 가리켜 간석지(干潟地)로 부르기도 한다. 내륙 안쪽에 형성된 갯벌을 내만갯벌이라 하는데, 이를테면 대한민국 시흥시의 시흥생태공원이 내만갯벌이다.
갯벌은 크고 작은 만, 석호(潟湖), 강어귀 등 조류의 흐름이 무딘 곳에서 볼 수 있다. 즉 물살이 약한 섬 뒤쪽같은 곳에 많이 생성되는 것이다. 지질학에서 갯벌은 침적토, 점토, 바다 생물의 분해물이 쌓여 만들어진 노출된 진흙 층을 말한다. 갯벌은 일반적으로 야생 생물에 있어 중요한 지역이 되며, 다양성의 수준이 특별히 높지 않더라도 많은 수의 개체를 부양한다. 이들은 종종 철새들에게 매우 중요한 장소가 된다. 갯벌의 유지는 해안 침식을 막는 데에도 중요하다. 그러나 전 세계적으로 갯벌은 해수면 상승, 개발 주장, 선착을 위한 준설, 화학적인 오염 등으로 위협받고 있다.또한 갯벌은 탄소를 흡수하기도 한다.

## 각국의 갯벌

### 대한민국
한국은 조수간만의 차이가 큰 서해안과 남해안에 넓은 갯벌이 발달되어 있다. 특히, 경기만은 한강, 임진강, 예성강의 하구가 되기 때문에 강화 갯벌과 같은 넓은 간석지가 이루어져 있다. 다른 한국의 갯벌로는 순천만과 서천 갯벌 보존구역 등이 있다. 한국의 갯벌은 수심이 얕고 조석 간로만의 차가 매우 큰 서해안에 약 83%가 집중되어 있다.
서천갯벌, 고창갯벌, 신안갯벌, 보성-순천갯벌의 4개 갯벌이 세계유산으로 등재되었다.
문화재청은 2019년 죽방렴 멸치잡이와 같은 바다에서 물고기가 다니는 길을 파악한 뒤 어구를 설치해 고기를 잡는 ‘어살’(漁箭)을 국가무형문화재로 지정했다. 또한 서해와 남해 갯벌에서 맨손과 도구를 써서 어패류, 연체류 등을 채취, 포획하는 행위인 '갯벌어로'를 국가무형문화재로 지정 예고했다.

## 각국의 갯벌 관리

### 대한민국
과거엔 갯벌은 쓸모 없는 땅으로 인식되어 새만금 사업과 같은 대규모 간척사업이 진행되기도 하였으나, 최근에는 환경 단체와 전문가들의 영향으로 갯벌의 환경 정화의 능력과 경제성을 인정받는 등 재평가되고 있다.

### 영국
영국에서 갯벌은 생물다양성 사업 계획(Biodiversity Action Plan)의 우선적인 서식지로 분류되어 왔다.

### 일본
일본의 경우 해상 매립이 한국과 비슷하게 심각한 상황에 직면하는 경우도 있다. 대표적인 예로 보면 후쿠오카현의 관문 역할이자 일본과 한국, 중국 등 아시아 각국을 서로 오가게 되는 관문이기도 하는 하카타항을 위시하고 있는 하카타만에 있는 여러 갯벌들 중 와지로 갯벌이 계속 매립되면서 환경 오염을 일으키는 문제까지 생기게 되는 등, 후쿠오카 아일랜드시티의 조성 과정상 해안가의 오염이 가시화되기 때문에, 환경 단체와의 갈등은 물론 갯벌마저 사라질 위기까지 이어질 정도로 시민들의 남다른 의식을 심어주기 위해 갯벌을 자연 보호 경관 구역으로 지정하겠다는 의견을 제시하고 있다.

### 홍콩
홍콩은 해상 매립이 엄격하게 관리를 받아 통제되어 있는 중화인민공화국이나 중화민국과 달리 중화권에서는 해상 매립이 비교적 심할 정도로 드러나고 있다. 그러나 매립에 의한 갯벌이 계속 없어지는 중에 이르고 있는 경우가 있어 한국이나 일본과 비교하면 거의 넘사벽 수준이다. 홍콩은 해상 매립이 구룡반도 남단을 중심으로 지속적으로 매립시키는 것에 폐쇄된 구 카이탁 공항 일원에 놓인 여러 갯벌들도 사라지는 등 환경 공해 우려로 낙인 찍혀있다. 

## 같이 보기
- 간석지
- 습지
- 모래톱
- 람사르 협약
- 새만금 사업